# Bulan (roi)
Pour les articles homonymes, voir Bulan.

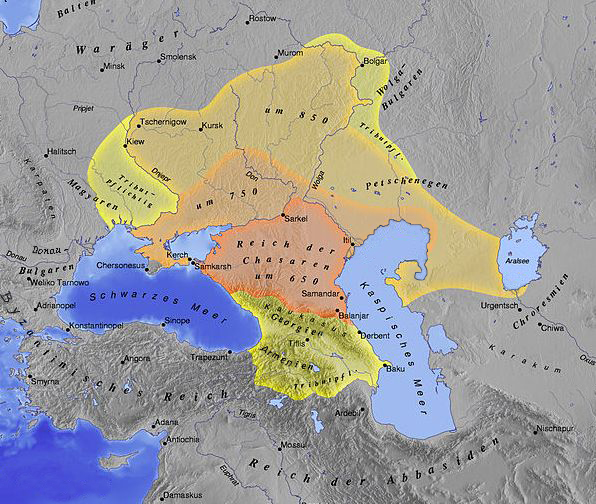
Phases évolutions du royaume khazar entre le VIIe siècle et le milieu du VIIIe siècle.

Bulan était un roi khazar qui mena la conversion des khazars au judaïsme.  
La date de son règne est inconnue mais il est généralement situé autour des années 740. Généralement considéré comme roi ou khan, les chercheurs Kevin Brook et Dan Shapira le suppose général.  
Son nom signifie élan - l'animal - en khazar.

## Biographie
La tradition rapporte que pour découvrir lequel des trois monothéismes était le meilleur, il invita des représentants de chacune de ces religions pour lui expliquer leurs principes et que, finalement, il choisit le judaïsme.
Dans la correspondance khazare, le roi Joseph retrace sa lignée jusqu'à Bulan. Il se réfère au dirigeant réformateur Obadiah comme étant l'un des fils des fils de Bulan. Bien que Douglas Morton Dunlop ait suggéré qu'il est possible qu'Obadiah ait pu être le petit-fils de Bulan, la phrase hébraïque est moins définitive et peut faire allusion à une descente plus lointaine. Les chercheurs se portant sur la question khazare appellent la dynastie des descendants royaux de Bulan les Bulanides, bien que leur désignation personnelle soit inconnue.
Le nom Sabriel est donné dans la lettre Schechter (à peu près contemporaine de la lettre du roi Joseph) pour le roi khazar qui a conduit la conversion au judaïsme. La lettre Schechter donne également à Sabriel au moins une ascendance partielle juive / israélite. Sabriel est décrit comme ayant mené avec succès des campagnes dans le Caucase et en Azerbaïdjan iranien, probablement dans le cadre des guerres entre khazars et arabes.
Sa femme, Serakh, est décrite comme une juive qui l’encourage à étudier et à adopter le judaïsme. La lettre de Schechter ne dit rien sur la question de savoir si Sabriel était ou non Bulan ; le nom Bulan n'apparaît pas dans ce document. Néanmoins, l'hypothèse est formulée car les érudits khazars font parfois référence au roi qui a conduit la conversion khazar au judaïsme sous le nom de Bulan Sabriel, bien qu'il soit concevable qu'il s'agisse peut-être de personnes différentes. Dans L'Histoire des juifs Khazars, par exemple, Douglas Morton Dunlop a examiné (et finalement rejeté) la théorie d'autres spécialistes selon laquelle Sabriel faisait référence à Obadiah.
Dan Shapira, qui prétend que Bulan et Sabriel étaient la même personne, a émis l'hypothèse que les noms Bulan et Sabriel pourraient également avoir à peu près la même signification : Sabriel contient une racine hébraïque aux sens multiples, dont l'un est "découvrir", tandis que "Bulan" dans la langue turque Oghuz signifie "celui qui découvre".
Stanford Mommaerts-Brown, généalogiste, historien et également converti au judaïsme, souligne qu'il est courant que les juifs, qu'ils soient nés parmi les gentils ou les convertis, portent deux noms. L'un est de la nomenclature des personnes parmi lesquelles il vit (ou est né) et un nom hébreu. M. Mommaerts-Brown s'appelle Yonathan Micah Hillel. «Bulan» est clairement un nom turc. Après la conversion, il aurait pris un nom hébreu ou juif. Sabriel semble être une variante idiomatique turque de Gabriel.